# Станові пісні
Станові пісні — соціально-побутові пісні про життя, побут та інтереси окремих суспільних та професійних груп. Найвидатніші серед них — це високопоетичні чумацькі пісні, що своїми мотивами наближаються до козацьких. Вони виникли у 15 ст. і найбільшого поширення набрали під час розквіту чумацького промислу (див. Чумацтво) у 18 і в першій третині 19 ст. 
Найбільшу збірку чумацьких пісень видав І. Рудченко, багато їх у збірці українських народних пісень, що видав М. Лисенко.
Рекрутські та солдатські пісні — пісні про рекрутів, що примусово відбували військову службу в царській або в цісарській (австро-угорській) армії, про тяжку долю вояка, змушеного 25 років служити у чужому війську в тяжких умовах; про тугу за рідним краєм, страхіття воєн, каліцтво, смерть вояка, про зустріч з родиною по багаторічній розлуці. Виникнення цих пісень припадає на кін. 18 ст., коли в Україні було введено обов'язкову військову службу. Мотиви рекрутських пісень лежать в основі багатьох творів Шевченка («Сова», «Сон») та Ю. Федьковича («Рекрут», «Дезертир»), які самі відбули десятирічну примусову військову службу. Рекрутчина й мотиви рекрутських пісень відбилися в творчості багатьох українських письменників: Марка Вовчка («Два сини»), Нечуя-Левицького («Дві московки»), Панаса Мирного («Пропаща сила»), М. Коцюбинського («Дорогою ціною»), О. Кобилянської («Земля»), В. Стефаника («Виводили з села»), Я. Щоголева («Новобранець») та ін.
Наймитські, заробітчанські та бурлацькі пісні, народні пісні, в яких відбилися життя, побут, почуття й настрої бурлак, наймитів та заробітчан. Основні мотиви цих пісень: скарга на тяжку долю, на непосильну працю («Та немає в світі гірш нікому»), нарікання на самотність («Та забіліли сніги»). Особливу групу становлять пісні про тяжку долю жінки-наймички і строкарки («Ой, піду я лугом», «Ненько ж моя, ненько», «Ой, матінко-зірко»). Окрему групу заробітчанських пісень становлять емігрантські пісні, що відбивають сумні настрої бідних селян, які змушені шукати заробітків у чужих краях. Багато уваги збиранні бурлацьких і наймитських пісень присвятив І. Манжура; на мотиви цих пісень написані його власні вірші «Бурлака», «З заробітків» та ін.